# Zohran Mamdani
Zohran Kwame Mamdani (Kampala, 1991. október 18. –) Ugandában született amerikai politikus, a Demokrata Párt és az Amerikai Demokratikus Szocialisták tagja, 2021 óta New York 36. államgyűlési kerületének képviselője Queensben.

## Életpályája
Mamdani Ugandában született Mira Nair indiai filmrendező és Mahmood Mamdani professzor gyermekeként. Öt éves korában családja Dél-Afrikába költözött apja munkája miatt, majd hét éves korában már New Yorkban laktak, ahol később a Bowdoin Főiskola diákja lett és megalapította a Students for Justice in Palestine helyi ágát. Több egyetemi diákszervezetet is vezetett, ennek következtében kezdett el politizálni, 2017-ben lett a Amerikai Demokratikus Szocialisták tagja, számos politikai kampánynak szervezte stratégiáját. 2018-ban amerikai állampolgár lett.

### Zenei pályafutása
Mamdani a hiphop rajongója, valamint rapzenét szerzett és producerként dolgozott. Első nyilvános rapzenei fellépésére már középiskolában sor került, Young Cardamom művésznéven. 2016-ban közreműködött az ugandai rapperrel, HAB-bal egy Sidda Mukyaalo című középlemezen, amely lugandául azt jelenti: „Nincs visszaút a faluba.” A duó fellépett az az évi Nyege Nyege fesztiválon Jinjában, Ugandában. 2015-ben kezdtek együtt dolgozni, első daluk a Kanda [Chap Chap] volt, amely a chapati nevű indiai ételről szól, és Ugandában is népszerűvé vált. Mamdani szerint „a szöveg és a nyelvhasználat cáfolja azt, amit az ugandai társadalom elvár tőlünk – hogy valaki, akinek dél-szudáni gyökerei vannak, örökké nubi, és hogy az indiai származású ugandaiak valójában csak indiaiak Ugandában.” Mamdani köszönetet mondott az ugandai producernek, Hannz Tactiqnak is, aki a zenei alapot biztosította, valamint felvett, kevert és maszterelt számukra, és akinek stúdiójában késő estig dolgoztak. 2019-ben Mamdani kiadott egy Nani című kislemezt Mr. Cardamom művésznéven. Ez a kislemez anyai nagyanyjának állít emléket, akit „az öröm, bölcsesség és szeretet forrásaként” írt le. Madhur Jaffrey szakácskönyvíró és színésznő szerepel a dal videóklipjében, ahol a nagyanyját alakítja. Mamdani válogatta és producerelte anyja, Mira Nair 2016-os Queen of Katwe című filmjének filmzenéjét. A film zenei felügyelőjeként 2017-ben jelölték a Zenei Felügyelők Céhének díjára.

### Politikai pályafutása
2019 októberében bejelentette, hogy indul New York 36. kerületében az államgyűlési választásokon. A négyszer újraválasztott Aravella Simotast győzte le az előválasztáson, majd 2020 novemberében republikánus ellenfél nélkül könnyen nyerni tudott. 2022-ben és 2024-ben is újraválasztották, szintén ellenfél nélkül.

### Polgármester-választás
2025-ben bejelentette, hogy elindul a demokrata előválasztáson New York polgármesteri jelöltségéért, a város első muszlim és első dél-ázsiai származású vezetője lenne, ha megválasztanák. Júniusban legyőzte az állam korábbi kormányzóját, az esélyesnek tartott Andrew Cuomót a demokrata előválasztáson, akkora különbséggel, hogy Cuomo még aznap este elismerte vereségét. Mire a New York-i rendszer szerint július 1-re leosztották a végeredményeket, Mamdani a szavazatok 56%-át kapta meg, szám szerint 428 530-at.

## Politikája
Politikáját tekintve demokratikus szocialista. 2021-ben kijelentette, hogy a végső cél a termelési tényezők lefoglalása, és hogy a szocialista álláspont mellett bocsánatkérés nélkül ki kell állni. Egyetemi évei alatt kijelentette, hogy a lakhatási válságra megoldást jelentene a magántulajdon felszámolása. Támogatja egy általános gyermeknevelési rendszer kialakítását, illetve a város nagy magánegyetemei (Columbia, New York) adómentességének beszüntetését, és a bevételből az állami intézmények támogatását. Kampánya során megígérte, hogy elmozdítaná az adóterheket a szerinte túladóztatott, szegényebb háztulajdonosokról a gazdag, általában fehér többségű kerületekre, akik szerinte évtizedek óta nem fizetik meg igazságos részüket. Véleménye szerint jobban csökkentené a városban a bűnözést az, ha a lakosság több állami támogatásban részesülne, mint a bűnözők bebörtönzése. Megtiltaná a lakbérek emelését, és támogatná a megfizethető lakóépületek felépítését. 2030-ig 30 dollárra emelné a minimumbért, és megemelné a város leggazdagabb lakosainak bevételi adóját, ezzel ingyenessé téve a város buszait.
Izrael katonai fellépéseit a Gázai övezetben népirtásnak nevezte, és felszólította New York államot, hogy ne pénzeljék a hadműveleteket. Izraelnek szerinte a lakosság irányában egyenlő jogokat nyújtó államként kellene léteznie, nem etnokráciaként.